# Pachycraerus nigrocaeruleus
Pachycraerus nigrocaeruleus är en skalbaggsart som beskrevs av Lewis 1885. Pachycraerus nigrocaeruleus ingår i släktet Pachycraerus och familjen stumpbaggar. Inga underarter finns listade i Catalogue of Life.